# Habenaria quinqueseta
Habenaria quinqueseta är en orkidéart som först beskrevs av André Michaux, och fick sitt nu gällande namn av Olof Swartz. Habenaria quinqueseta ingår i släktet Habenaria och familjen orkidéer.

## Underarter
Arten delas in i följande underarter:
- H. q. macroceratitis
- H. q. quinqueseta

## Bildgalleri

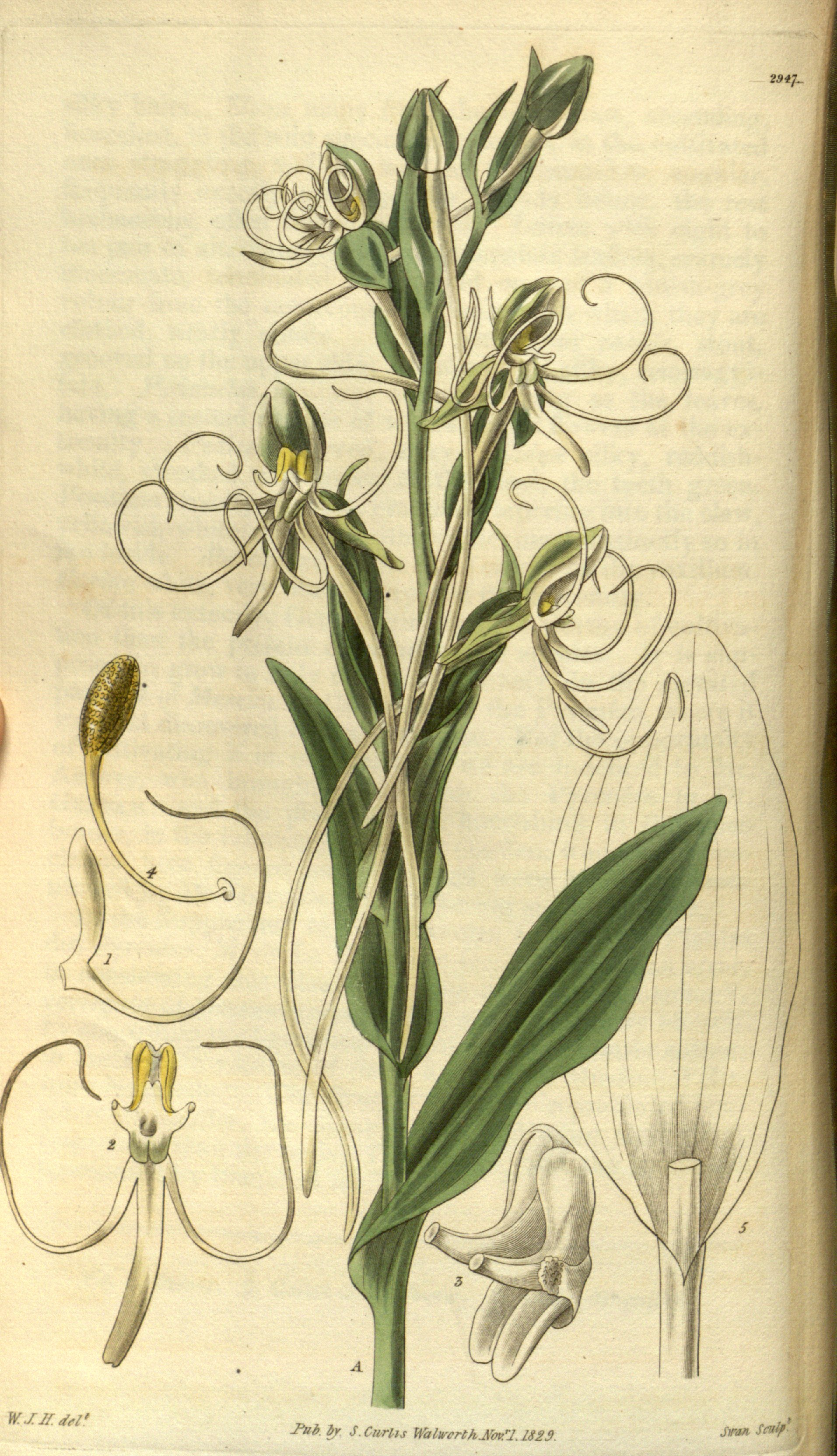